# オスカー・フリート
オスカー・フリート（Oskar Fried, 1871年8月10日 – 1941年7月5日）はドイツの指揮者・作曲家。

## 生涯

### 生い立ち
ユダヤ人の商人ジェローム・フリート（Jérôme Fried）の息子としてベルリンに生まれる。兄からヴァイオリンの指導を受け、ヨーゼフ・ヨアヒムに演奏を披露できるほどに上達した。家庭の物質的な困窮のため、1880年にギムナジウムでの教育を中断せざるを得なかった。その代わりに、ポツダム付近の農村ノヴァーヴェスの都市音楽師にホルン演奏を学ぶ。14歳頃に都市楽師団での仕事に見切りをつけ、数年間ヨーロッパを縦断・横断し、舞踏会や婚礼の場で演奏する流しの楽師として波瀾に満ちた放浪生活を送った。そしてさらに1年間サーカスで、犬の調教師や道化師、厩番を務めた。

### 苦渋の修行時代
1889年にフランクフルト・アム・マインのパルメンガルテン管弦楽団のホルン奏者となり、初めて指揮も経験し、間もなくフランクフルト歌劇場に職を見つける。フランクフルトでは、3年間エンゲルベルト・フンパーディンクの内弟子ならびに助手となり、その薫陶を受けリヒャルト・ワーグナーの作品に通じるようになる。処女作（《歌曲集（Lieder）》、《吹奏楽のためのアダージョとスケルツォ（Adagio und Scherzo für Blasinstrumente）》、《「ヘンゼルとグレーテル」の主題による管弦楽のための幻想曲（Orchester-Fantasie über Themen aus „Hänsel und Gretel“）》）はこの時期に遡る。
フランクフルトを去って、短期間デュッセルドルフに赴く。この地で絵画と美術史を学び、暫く画家として腕試しをして、ゆくゆくはミュンヘンに定住するつもりであった。同地では、世紀末の文学者、フランク・ヴェーデキントやオットー・ユリウス・ビーアバウムに接触し、（《「ヘンゼルとグレーテル」の主題による幻想曲》の初演で）指揮者ヘルマン・レーヴィの支援を受けた。1895年には、ビーアバウム原作による歌劇《恍惚の姫君（Die vernarrte Prinzeß）》が完成するも、係争中のためにまったく上演されなかった。ボヘミアンであるフリートは賭博のせいで、なけなしの金を持って1896年にパリに行き、暫し彼の地で不自由して暮らした。

### 成功～作曲家として、指揮者として
1898年にドイツに戻り、現ブランデンブルク州のヴェルデルに落ち着く。犬のブリーダーとして生計を立てつつ、フランツ・クサヴァー・シャルヴェンカに対位法を師事するなどして音楽の学習を究めるとともに、作曲を行なった。1899年に、作家ビーアバウムの元妻グスティ・ラートゲーバーと結婚。1900年にベルリン＝ニコラスゼーの住宅を買い取り、1934年に亡命するまで住み続けた。
1901年に、リヒャルト・デーメルの詩による、メゾソプラノとテノール、管弦楽のための《浄められた夜（Verklärte Nacht）》が、1903年にフリードリヒ・ニーチェの詩による、独奏者と合唱、管弦楽のための《酔歌（Das trunkene Lied）》が完成する。《酔歌》は1904年4月15日に、ベルリン・フィルハーモニー管弦楽団とワーグナー協会により、カール・ムックの指揮の下に上演されて驚異的な大成功を呼び、夜が明けるとフリートは有名人になっていた。そしてベルリン合唱協会の指揮者に任命されることになったのである。同年、デーメルの詩により、男声合唱と管弦楽のための《刈入れの歌（Erntelied）》を作曲。これはシュテルン声楽協会によるリストの《聖エリーザベトの伝説》の演奏会に併せて上演され、成功を収めた。
1905年、《酔歌》のウィーン初演（3月6日、フランツ・シャルク指揮）がきっかけとなって、グスタフ・マーラーに出くわした。同年フリートは、ベルリン・フィルハーモニー管弦楽団の新規演奏会の指揮者に就任すると、11月8日にマーラーの《復活交響曲》を上演して大成功を収め、作曲者本人にも深い感動を味わわせた。フリートとマーラーはそれ以来、深い友情で結ばれた。
1906年10月8日、ベルリン・フィルハーモニー管弦楽団を指揮してマーラーの《悲劇的》のベルリン初演を指揮する。フリートとベルリン・フィルは、その後1910年1月17日に《夜の歌》の、1912年10月18日には《大地の歌》の、1913年2月4日には《交響曲第9番》のベルリン初演を実現させることになった。
1907年にベルリン楽友協会演奏会とベルリン・フィルハーモニー管弦楽団の指揮者を兼任する。1908年にはブリュートナー管弦楽団の指揮者を任された。1910年10月に楽友協会演奏会において、アルノルト・シェーンベルクの交響詩《ペレアスとメリザンド》を上演、これはシェーンベルクの大作がウィーン以外で演奏された最初の機会であった。1912年に楽友協会演奏会の監督を退く。モダニズム志向の標題音楽をプログラムに含ませる努力が受け入れられなかったのである。ベルリンで滅多に活動することが出来なくなったのに対して、フリートの進路は、第一次世界大戦直前の数年間に、次第に外国へと開けていった。外国でフリートはモダンな音楽の草分けとなった。
1912年にエミール・ヴェルハーレンの詩集『幻想の田園（Les Campagnes Hallucinées）』のシュテファン・ツヴァイクの翻訳に基づいて、メロドラマ《移民（Die Auswanderer）》を作曲。これは1913年1月にティラ・デュリウーのナレーションとベルリン・フィルハーモニー管弦楽団によって初演された。その後、作曲活動はこれきりにして、今後は雇用関係に縛られない指揮者として活動することになる。 

### 第一次世界大戦後の動向
フリートは、戦争の結果ベルリン楽壇が瓦解したため、いよいよ外国への客演指揮に依存せざるを得なくなり、ブダペストやミラノ、パリ、マンチェスター、コペンハーゲンなど、ヨーロッパ全土で巡演した。1916年にシベリウスの《交響曲第4番》のドイツ初演を、ベルリン新自由国民劇場（Neue Freie Volksbühne Berlin）において指揮した。1921年には、ロシア革命以降でレーニンに招聘された最初の外国人指揮者として、ボリショイ劇場でベートーヴェンの《第9交響曲》を上演し、1924年には新たにソ連への演奏旅行を引き受け、その後も頻繁にソ連に客演した。駅のプラットホームでレーニンの出迎えを受けたこともある。
レコード産業の開花と、長期間・広範囲に及ぶ契約によって、フリートはドイツ・グラモフォンに、そして再びベルリンに結び付けられた。1924年、このレコード会社に、指揮者として初めてマーラーの交響曲を全曲録音した。曲目は十八番のマーラーの《復活》、オーケストラはベルリン国立歌劇場管弦楽団であった。この演奏は「上々の成功」であり、「アコースティック録音にとって」「入念な計画と試み」が必要となる「非常に実験的な経験であった」と評された。同年フリートは、アントン・ブルックナーの《交響曲第7番》全曲の世界初録音に踏み切っている。フリートの遺産というべき数々の録音は、1934年まで、殊にベルリン国立歌劇場管弦楽団とともに制作された。
1925年にフリートは、ブリュートナー管弦楽団から発展し、新たに創設されたベルリン交響楽団の指揮者に就任した（このオーケストラは、今日のベルリン・コンツェルトハウス管弦楽団のことであり、第二次大戦後に西ベルリンで創立されたものとは別団体である）。フリートは、ヨーロッパやソ連、アメリカ合衆国に演奏旅行に向かい、また1926年には、ウラジミール・ホロヴィッツの西欧デビューの際にチャイコフスキーの《ピアノ協奏曲 第1番 変ロ短調》を指揮した。

### 不遇の最晩年
1934年、ユダヤ人であり社会主義者であったために、ナチ政権下の反ユダヤ主義の吹き荒れる第三帝国を去り、グルジア社会主義ソビエト共和国のトビリシに亡命した。トビリシ歌劇場の楽長とモスクワ放送交響楽団の指揮者になり、1937年までは演奏会でも盛んに指揮した。その後は、どうやら病気のために、指揮活動を断念せねばならなかったらしい。1941年7月5日、ソ連市民権を与えられた直後にモスクワにて逝去した。ある資料によると、フリートの死因については、「奇妙なことだが、今日まで事情ははっきりしない」。

## 影響力
オスカー・フリートの、20世紀前半の傑出した指揮者としての業績や、世紀末音楽の先導者としての遺功は、一連の録音の復刻を通じて、より広範囲の聴衆に徐々に再認識されるようになったのに対して、フリートの作曲した作品全般は今なお一般に忘れられたままである。なかんずく20世紀になって成立した作品は、当時は大旋風を捲き起こし、しかもその上、特徴的な「フリート様式」が話題にされた。とりわけ《浄められた夜》や《酔歌》、《刈入れの歌》、《移民》といった当時の作品は、フリートがワーグナーの後期ロマン派音楽を原点とし、とりわけマーラーに影響されつつも、徹底的に独自の音楽語法を形成した作曲家であることを実証している。メロドラマ《移民》――断固たる政治批評的な思惑から構想された、おそらくは最初の演奏会場のための作品の一つ――は、実際の社会問題を反映しており、一貫して思わせぶりな旋律を、全音階の集合体によって息の長い旋律線を通じてコントロールされた和声に結び付けている。フリートの音楽作品をレパートリーに戻してやることは、真剣な演奏家の務めであろう。

## 註
1. 1 2 3 4  de la Grange (1999), p. 243
2. ↑  [年代未詳。パウル・ベッカーは1892年説で、その他は1894年説]
3. 1 2 3  de la Grange (1999), p. 244
4. ↑  
Lawson, Colin (2002). The Cambridge Companion to the Orchestra. Cambridge, UK: Cambridge University Press. pp. p. 205. ISBN 0521001323
5. ↑  
Pickett, David (2005), “Mahler on Record: the Spirit or the Letter?”, in Barham, Jeremy, Perspectives on Gustav Mahler, Aldershot, Hampshire, England; Burlington, VT: Ashgate, pp. 350, ISBN 0754607097